# Tom Hooper (rugby à XV)
Pour les articles homonymes, voir Hooper.
Pas d'image ? Cliquez ici

a Compétitions nationales et continentales officielles uniquement.

b Matchs officiels uniquement.
Dernière mise à jour le 8 août 2025.
Tom Hooper, né le 29 janvier 2001 à Sydney (Australie), est un joueur de rugby à XV international australien jouant aux postes de troisième ligne aile et de deuxième ligne.

## Biographie

### Jeunesse et formation
Tom Hooper naît à Sydney dans l'État de Nouvelle-Galles du Sud, et grandit dans la ville de Bathurst,. Il a un frère cadet, Lachlan Hooper, qui joue également au rugby à XV à haut niveau.
Il commence à pratiquer le rugby lors de son enfance avec le club local des Bathurst Bulldogs, où il joue dans un premier temps au poste de demi d'ouverture avant d'être replacé parmi les avants en raison de son gabarit.
Il est scolarisé au St Stanislaus' College (en) de Bathurst,. Jouant d'abord pour l'équipe des moins de 16 ans de l'établissement, il représente également la sélection de Nouvelle-Galles du Sud dans cette catégorie. Grâce à ses performances, il est considéré comme l'un des meilleurs joueurs de sa catégorie d'âge au niveau national en 2017.
Il joue ensuite pour l'équipe première de son lycée entre 2017 et 2018, se spécialisant au poste de deuxième ligne. Avec son équipe, il remporte le championnat scolaire local en 2017, après avoir terminé la saison sans avoir connu de défaites,. Hooper représente également la sélection scolaire de Nouvelle-Galles du Sud en 2018, et dispute le championnat national australien.
En 2019, il joue avec la sélection nationale scolaire (en),. Son équipe affronte notamment leurs homologues néo-zélandais, et parviennent à les battre pour la première fois depuis sept ans,. 
Après avoir terminé le lycée, il rejoint l'Academy (centre de formation) de la franchise des Brumbies pour l'année 2019,. En 2019, il joue avec l'équipe des moins de 18 ans des Brumbies.
En 2020, après que la pandémie de Covid-19 a bloqué tout le rugby australien lors de la première moitié de l'année, il joue à partir du mois de juillet avec le club amateur des Tuggeranong Vikings (en) en ACTRU Premier Division (championnat du territoire de la capitale). Il effectue une bonne saison, ce qui lui permet d'obtenir le titre de meilleur joueur de son équipe.
Auteur de bonnes performances en club, il obtient alors son premier contrat professionnel avec les Brumbies pour la saison 2021 de Super Rugby,. Il n'est toutefois pas utilisé lors de la première partie de saison, et le Super Rugby AU.
En février 2021, il est sélectionné pour participer à un camp d'entraînement de l'équipe d'Australie des moins de 20 ans. Il est ensuite sélectionné pour disputer le championnat junior d'Océanie au mois de juin suivant, mais le tournoi est finalement annulé dans un contexte de pandémie,.

### Début de carrière avec les Brumbies (2021-2025)
Tom Hooper joue finalement son premier match avec les Brumbies lors de la deuxième partie de la saison, le 15 mai 2021 contre les Crusaders. Utilisé au poste de deuxième ligne, il joue cinq matchs lors de la saison, tous comme remplaçant,.
Lors de la saison 2022 de Super Rugby, il commence la saison comme deuxième ligne, avant d'être progressivement replacé en troisième ligne aile,,. Performant à ce nouveau poste, il s'impose comme le titulaire du maillot n°6 lors de la fin de saison de son équipe. Il prolonge par la suite son contrat avec les Brumbies jusqu'en 2024.
En 2023, il manque toute la première partie de saison à cause d'une longue blessure au pied,. Ne faisant son retour qu'en mai 2023, il parvient toutefois à rapidement retrouver sa place, et participe au bon parcours de son équipe qui parvient jusqu'en demi-finale de la compétition. S'il est remplaçant pour le quart de finale face aux Hurricanes, il est ensuite titulaire pour la demi-finale face aux Chiefs.
La qualité de ses performances avec les Brumbies attire l'attention d'Eddie Jones, qui vient d'être nommé sélectionneur des Wallabies, et il est sélectionné en juin 2023 pour participer au Rugby Championship 2023,. Il obtient sa première sélection lors du match d'ouverture face à l'Afrique du Sud. Titulaire au coup d'envoi, il est contraint de sortir sur blessure à la 31e minute. Remis de sa blessure, Il obtient sa deuxième sélection lors du troisième et dernier match du tournoi, face à la Nouvelle-Zélande.
Le 10 août 2023, il est annoncé au sein du groupe australien de 33 joueurs sélectionné pour disputer le Mondial en France. Titulaire indiscutable, il joue l'intégralité des quatre matchs de son équipe. Auteure d'un parcours très décevant, son équipe est éliminée à l'issue de la phase de poule pour la première fois de son histoire,.
Après le mondial, il continue d'être sélectionné avec les Wallabies par le nouveau sélectionneur Joe Schmidt. Il ne fait toutefois que deux apparitions en 2024, toutes comme remplaçant,. Il est cependant titularisé pour une rencontre avec l'équipe d'Australie A (en) face à l'Angleterre A au mois de novembre,.
Au début de l'année 2025, il annonce son départ des Brumbies pour le club anglais des Exeter Chiefs à partir de la saison 2025-2026 de Premiership, avec une importante revalorisation salariale à la clé,. Pour sa dernière saison avec les Brumbies, il se montre très performant, au point de terminer second pour le titre de meilleur joueur de l'année, derrière le néo-zélandais Ardie Savea.
En juin 2025, il est sélectionné dans le groupe australien retenu pour affronter les Lions britanniques lors de leur tournée en Australie. Il est remplaçant lors du match de préparation face aux Fidji, puis lors du premier match face aux Lions, avant d'être titularisé pour le troisième et dernier match de la série. Pour ce qui est sa première titularisation avec les Wallabies depuis la dernière Coupe du monde, il prend une part importante dans la victoire de son équipe lors de ce dernier match, en étant élu homme du match.

## Palmarès

### En franchise
- Finaliste du Super Rugby AU en 2021 avec les Brumbies.

### Distinctions personnelles
- Membre de l'équipe type du Super Rugby en 2025.